# Montes Ellsworth
Montes Ellsworth é o mais alto conjunto de montanhas da Antártica, que se estendem no sentido norte-sul por 360 km de extensão e 48 km de largura, a oeste da plataforma de gelo de Filchner-Ronne, na Terra de Marie Byrd. Nos Montes Ellsworth está localizado o Maciço Vinson, ponto culminante do continente antártico, com 4.892 metros. Elas são cortadas pela Geleira Minnesota, com a porção norte recebendo o nome de Cordilheira Sentinela e a porção sul recebendo o nome de Cordilheira Heritage.

## Descoberta
As montanhas foram descobertas em 23 de Novembro de 1935, por Lincoln Ellsworth, durante um voo trans-antártico que partiu da Ilha Dundee em direção à plataforma de gelo Ross. Ele deu o nome de "Cordilheira Sentinela" às montanhas.
As montanhas foram mapeadas detalhadamente pelo Serviço Geológico dos Estados Unidos a partir de exames topográficos realizados no chão e fotos aéreas tiradas pela Marinha dos Estados Unidos, 1958-66. Quando se tornou aparente que as montanhas eram duas cordilheiras distintas, o Comitê Consultivo sobre Nomes Antárticos transferiu o nome de "Cordilheira Sentinela" para a cordilheira ao norte, batizando a porção sul de Cordilheira Heritage e recomendando o nome do descobridor para o conjunto das duas.

## Clima
A média das temperaturas nos Montes Ellsworth é de -30 °C. A melhor época para expedições é de Novembro a Janeiro, no meio do verão do hemisfério sul. No entanto, conseguir arranjar uma excursão lá é difícil, necessitando de recursos consideráveis ou patrocínio científico.

## Mapas
Abaixo está uma série de mapas à escala 1:250 000 criados pelo USGS:

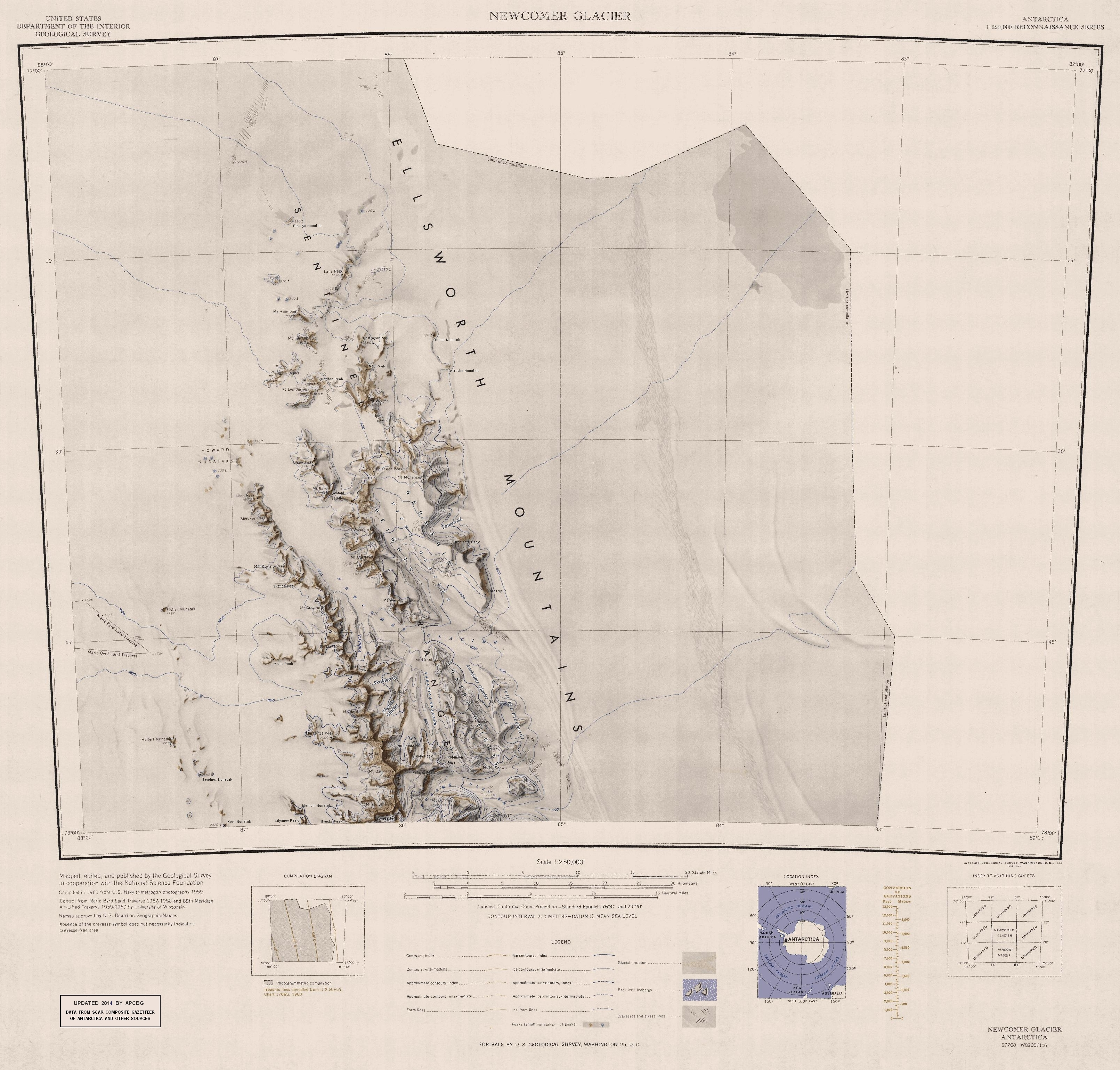
A parte norte da Sentinel Ridge.
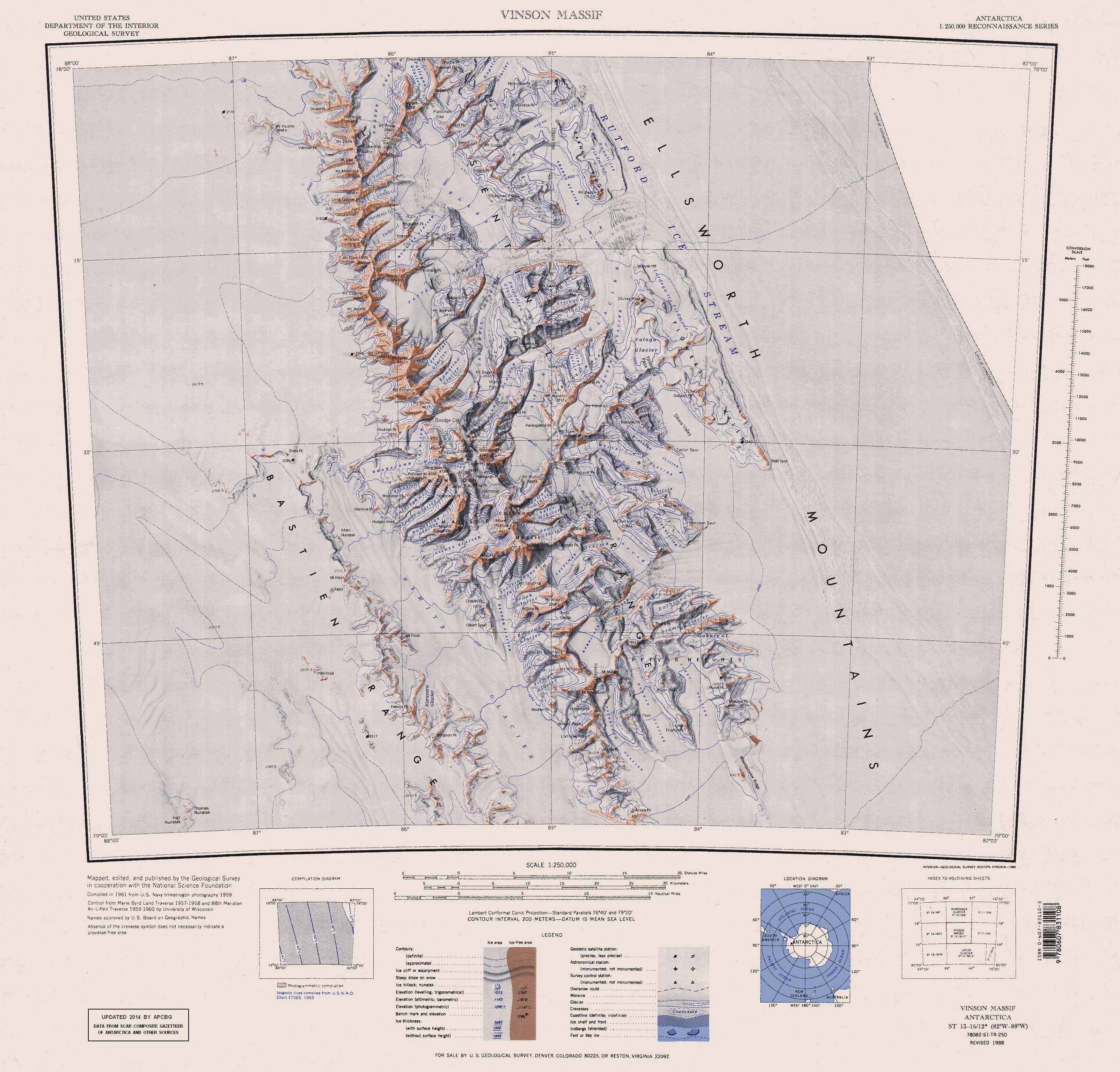
As partes central e sul da Sentinel Ridge.
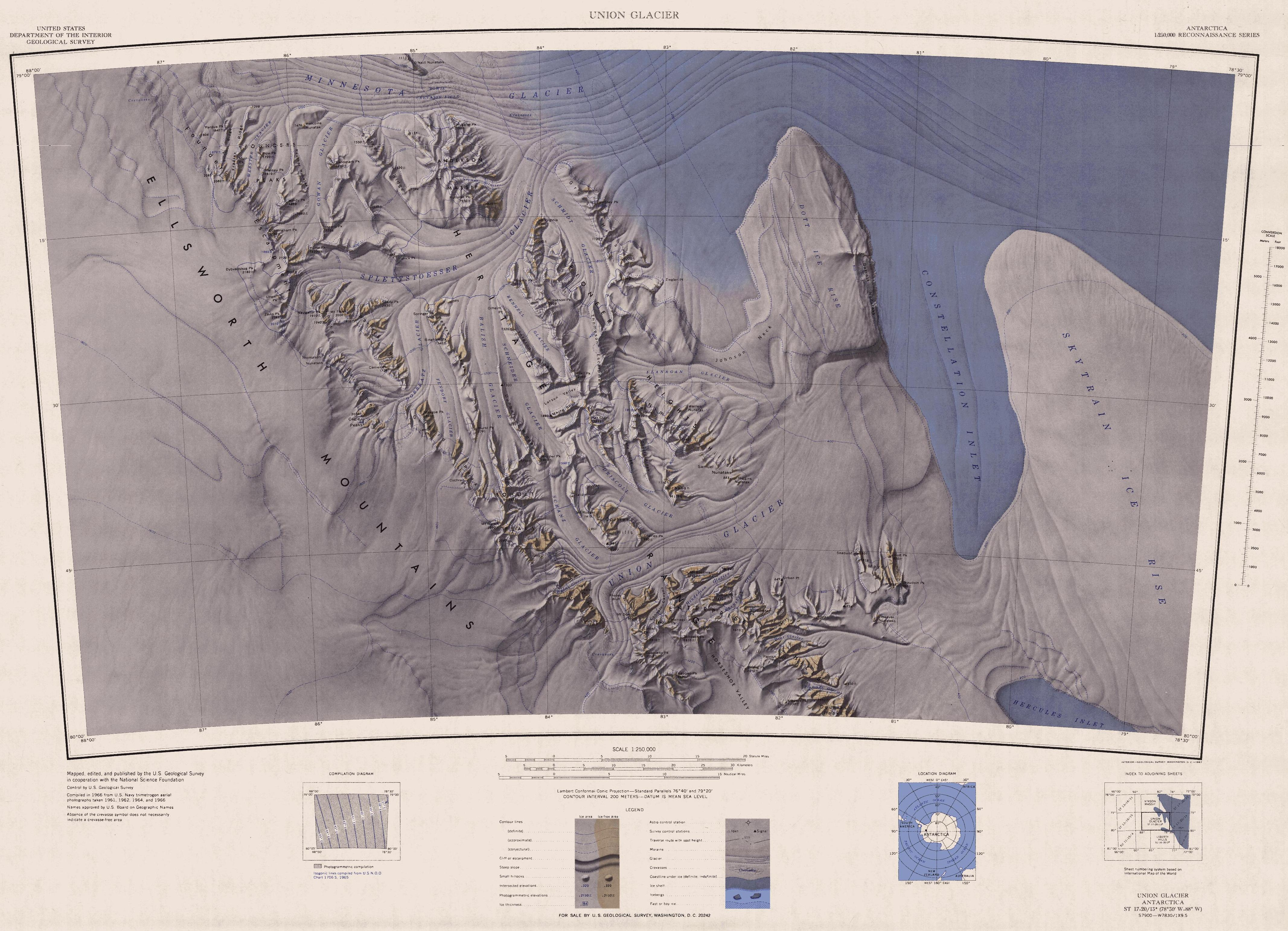
A parte norte da cumeeira de Parimonio.
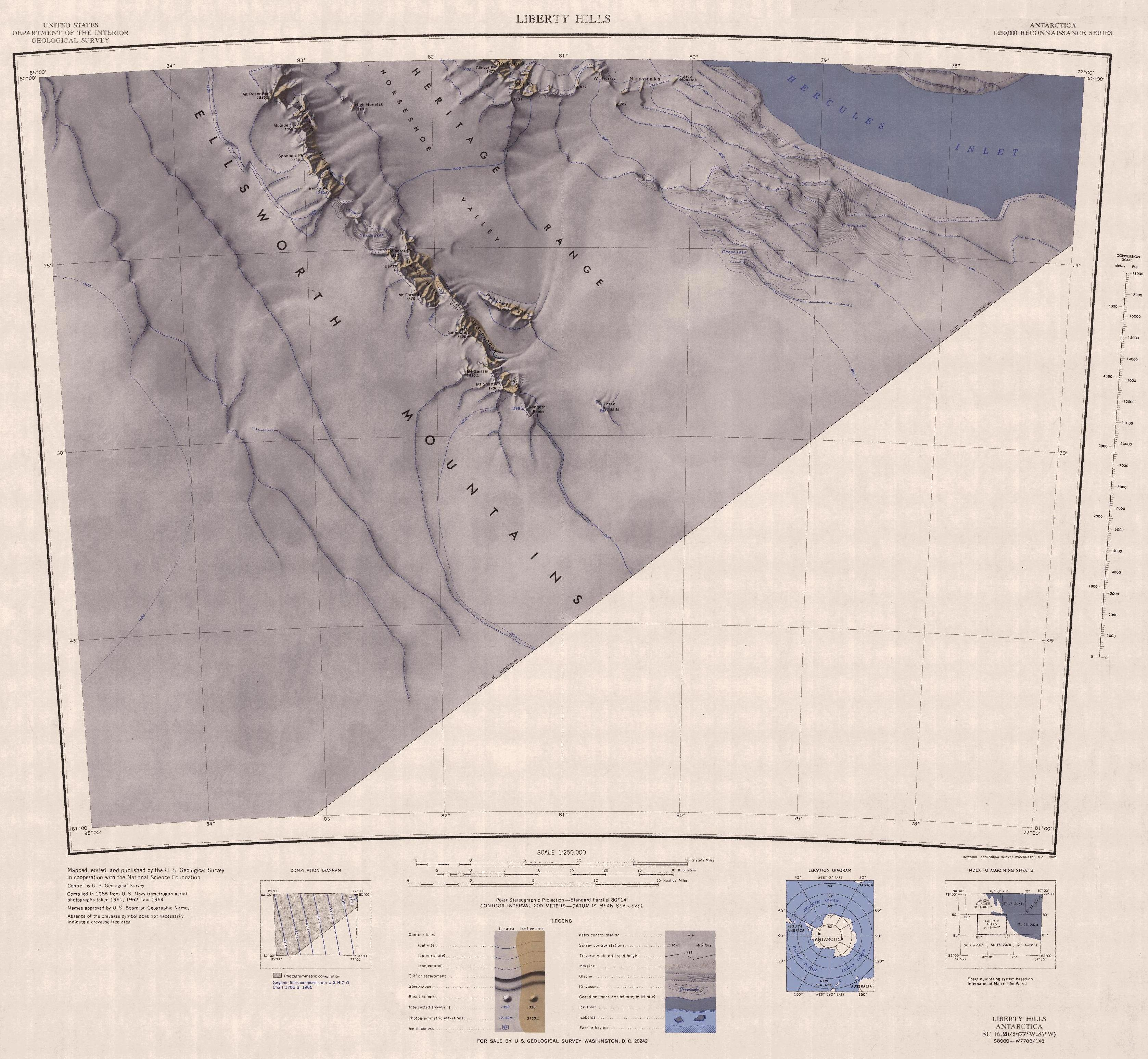
A parte sul da cumeeira de Parimonio.

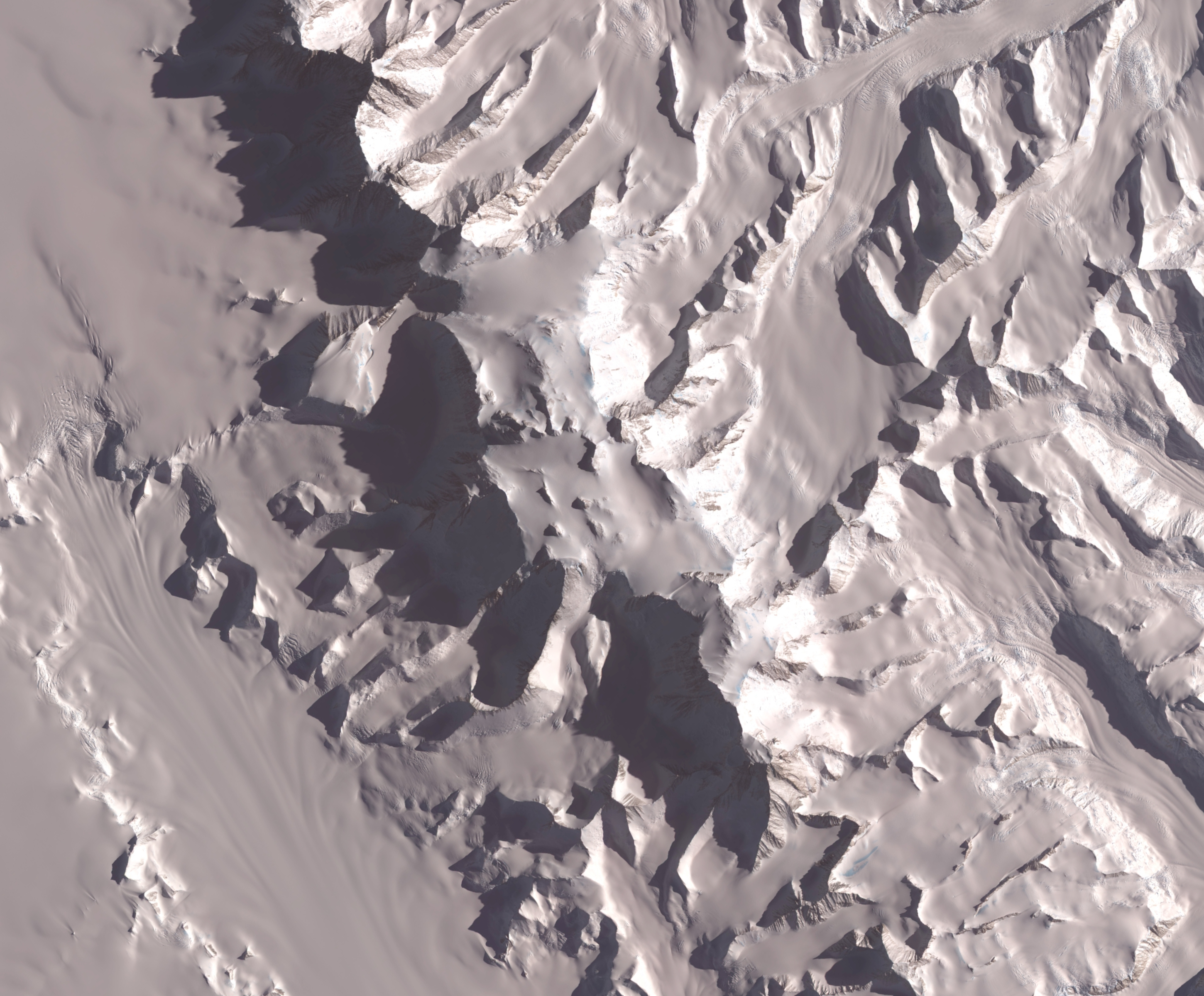
A parte central das montanhas com Vinson Plateau, imagem de satélite da NASA
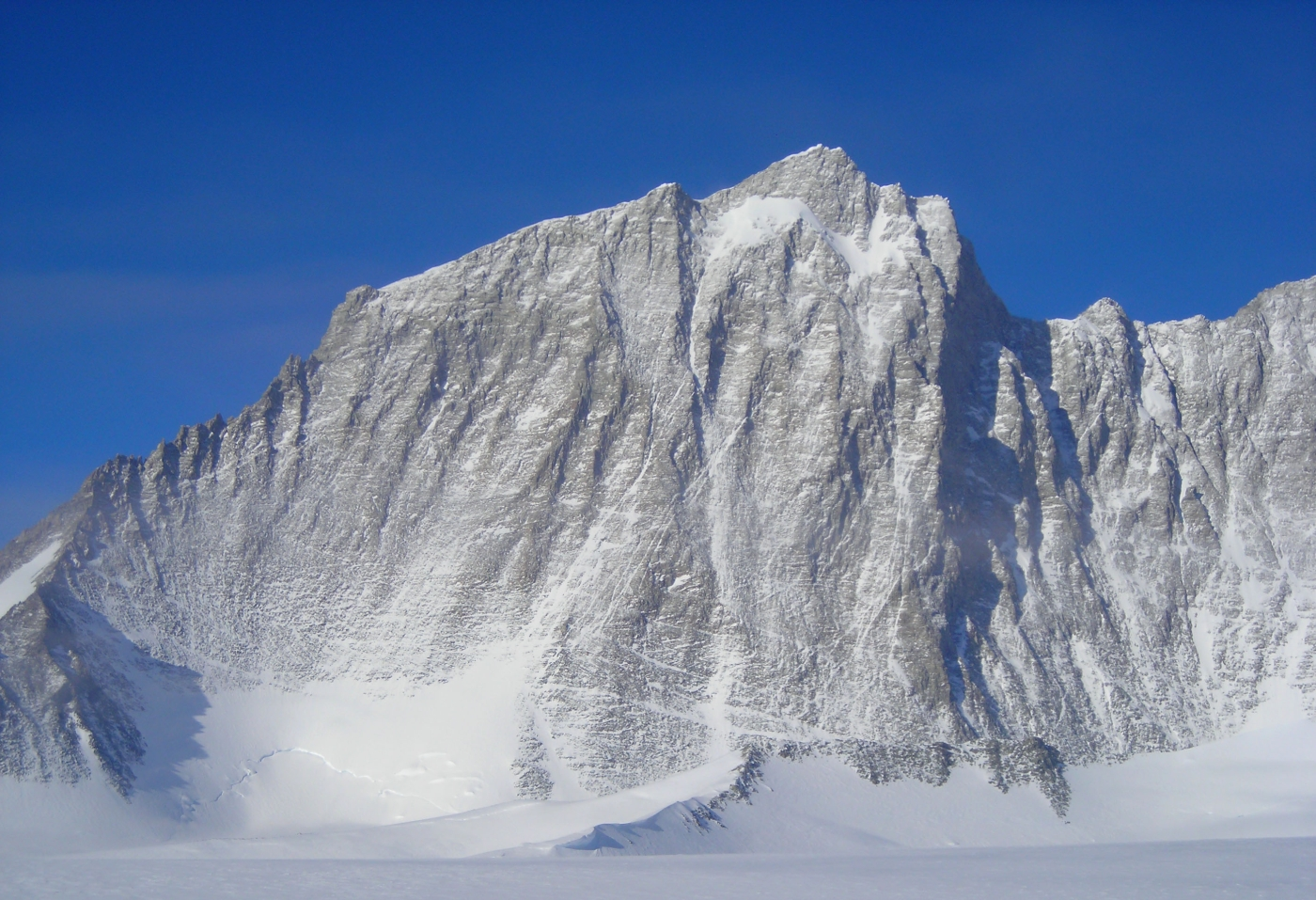
Monte Gardner
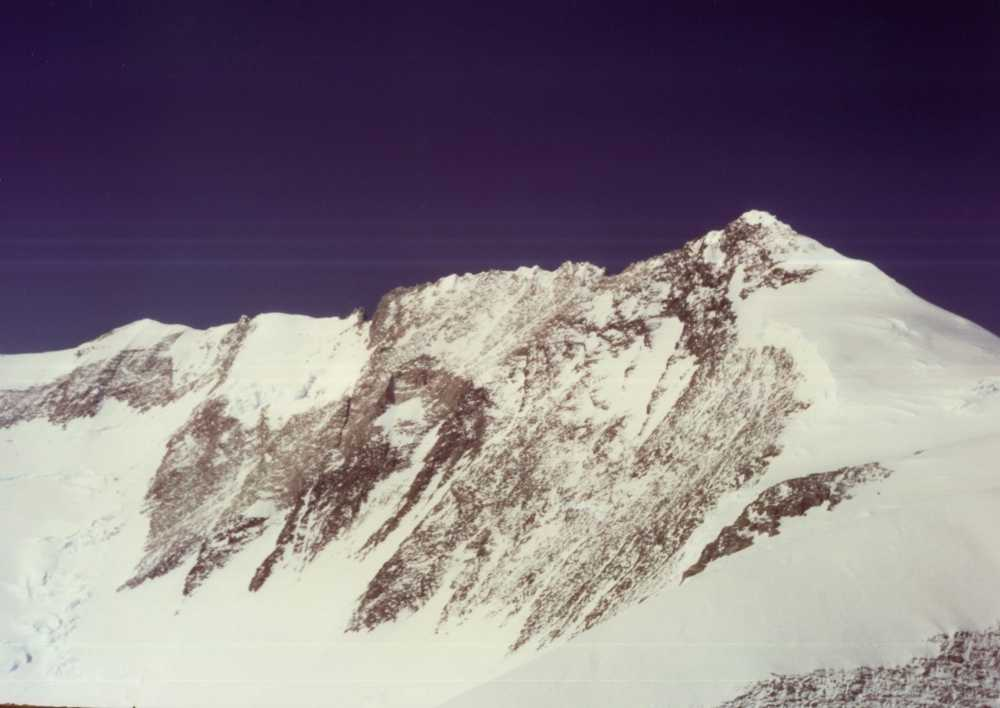
Monte Press
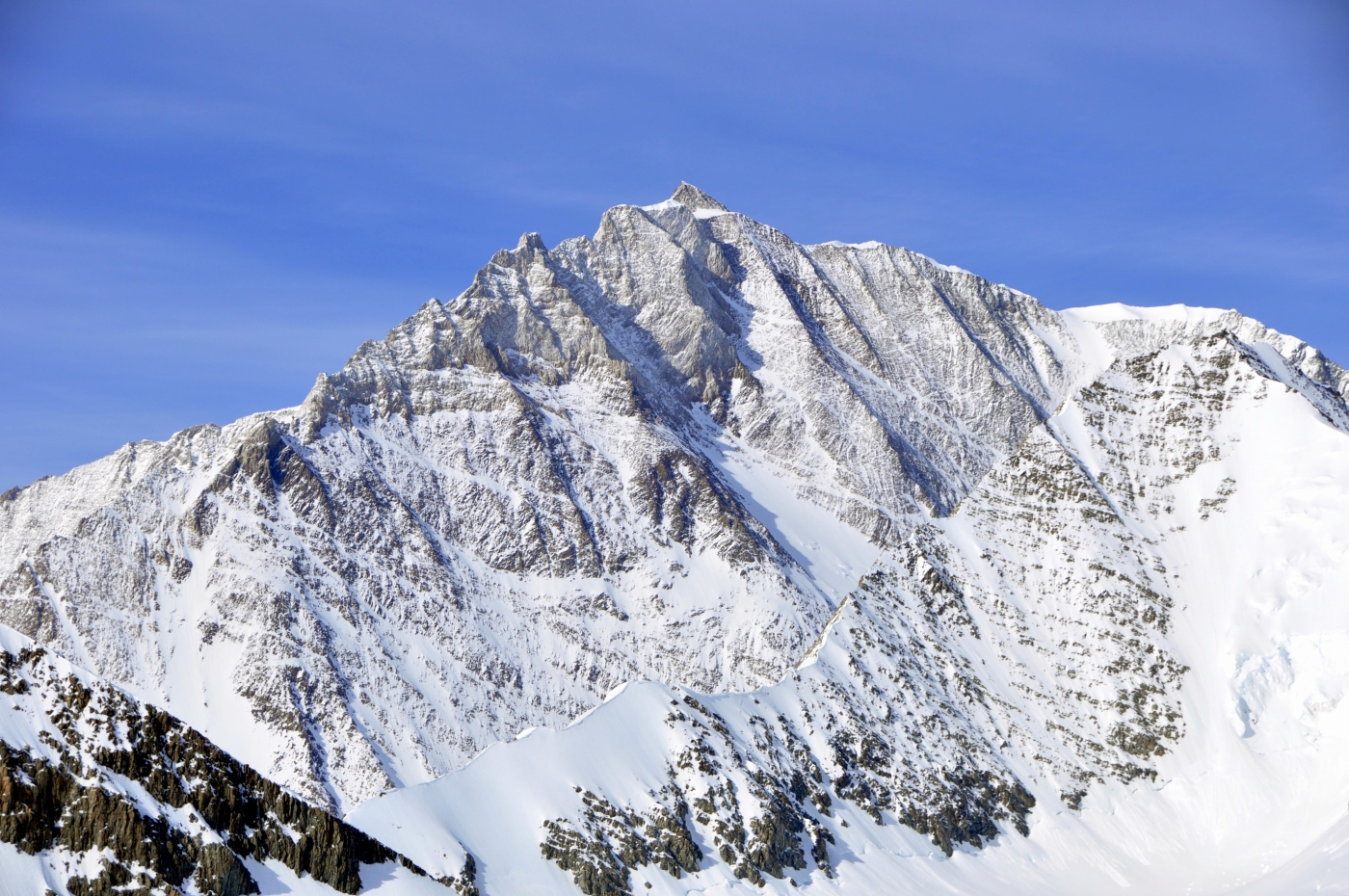
Monte Shinn
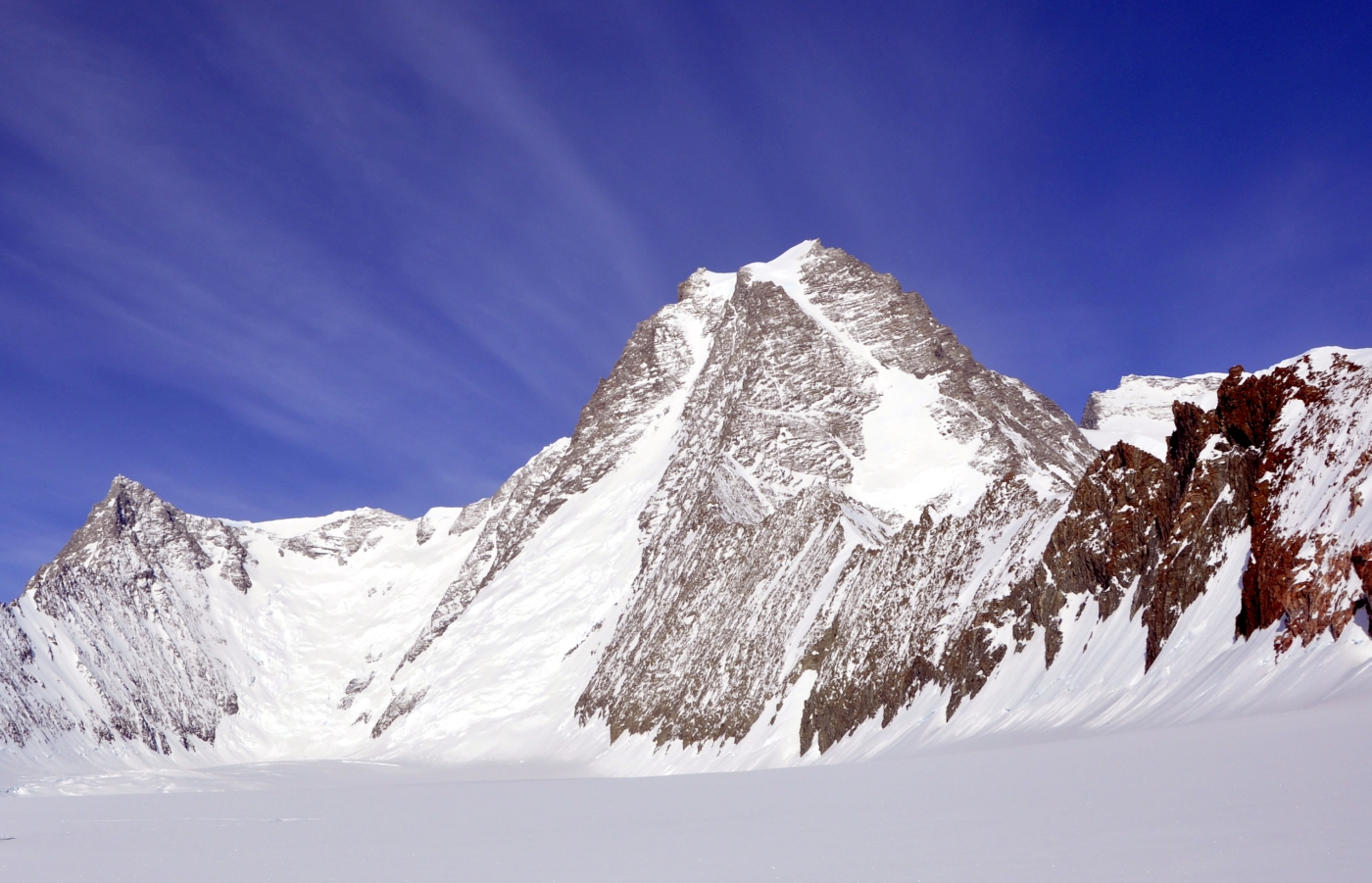
Monte Tyree
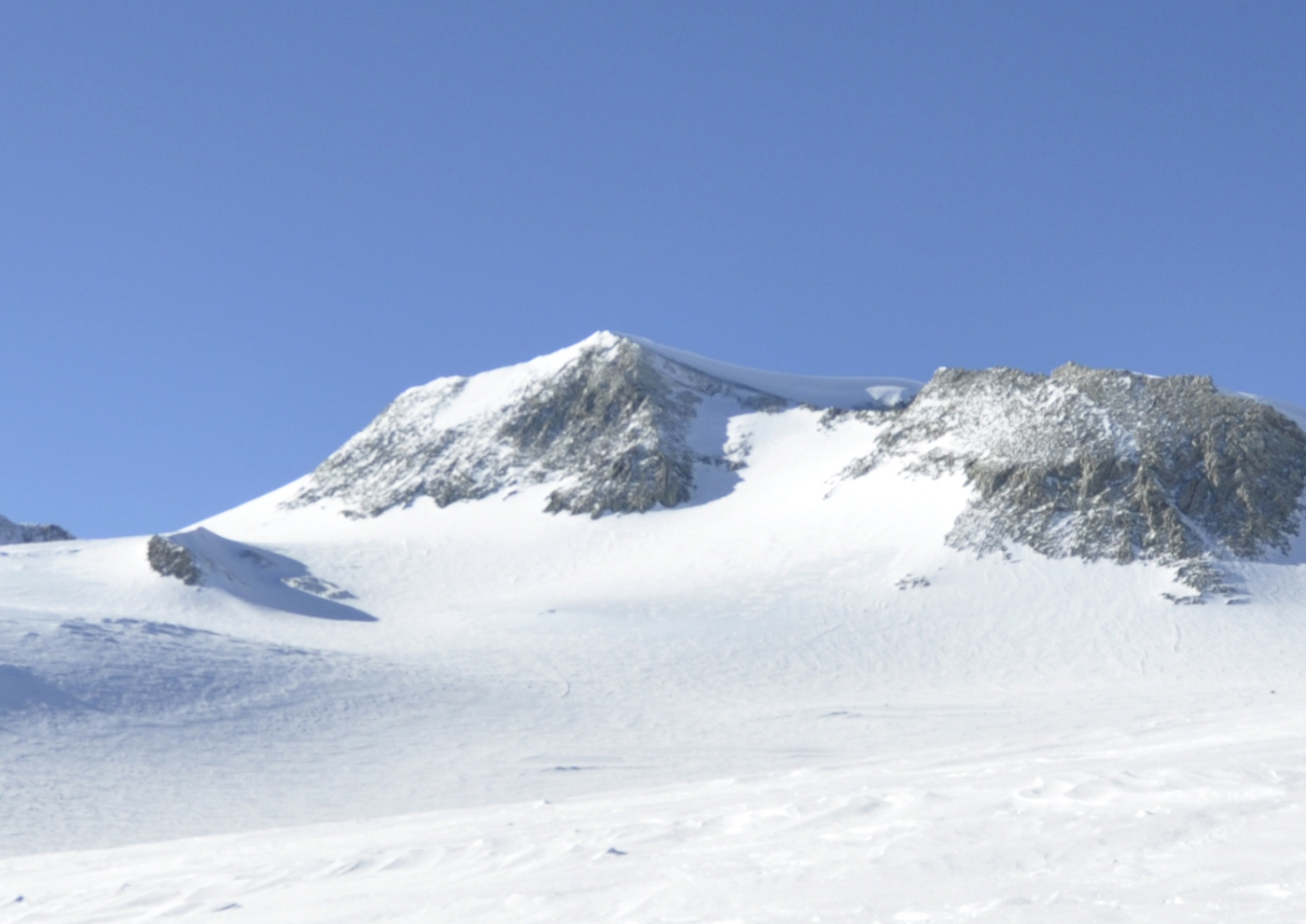
Monte Vinson